# ГЕС Пангдуо
ГЕС Пангдуо (旁多水电站) — гідроелектростанція на заході Китаю в провінції Тибет. Знаходячись перед ГЕС Zhíkǒng, становить верхній ступінь каскаду на річці Лхаса, лівій притоці Ярлунг-Зангбо (верхня течія Брахмапутри).
У межах проєкту річку перекрили насипною греблею з асфальтобетонним ущільненням висотою 72 метри та довжиною 1052 метри. Вона утримує водосховище з об'ємом 1174 млн м3 та нормальним рівнем поверхні на позначці 4100 метрів НРМ.
Через тунель довжиною 0,42 км із діаметром 10 метрів вода зі сховища подається до пригреблевого машинного залу. Тут встановили чотири турбіни типу Френсіс потужністю по 41,3 МВт, які використовують напір у 52 метри та забезпечують виробництво 538 млн кВт·год електроенергії на рік.